# 漢努·帕特羅寧
漢努·帕特羅寧（芬蘭語：Hannu Patronen；1984年5月23日—）是一位芬蘭足球運動員。在場上的位置是中後衛。他現在效力於挪威足球超級聯賽球隊桑恩達足球俱樂部。他也代表芬蘭國家足球隊參賽。